# Дифферданж 03
Футбольний клуб «Дифферданж» 03 (люксемб. Déifferdeng 03, фр. Differdange 03) — люксембурзький футбольний клуб із однойменного міста, який виник у 2003 році в результаті об'єднання двох клубів з того ж міста: «Ред Бойз Дифферданж» та «Дифферданж». Виступає у Національному дивізіоні Люксембургу.

## Досягнення

### «Дифферданж 03»
Чемпіонат Люксембургу
- Чемпіон (2): 2023-24, 2024-25
- Срібний призер (1): 2008-09

Кубок Люксембургу
- Володар кубка (6): 2009-10, 2010-11, 2013-14, 2014-15, 2022-23, 2024-25

### «Ред Бойз Дифферданж»до 2003 року
Чемпіонат Люксембургу
- Чемпіон (6): 1922-23, 1925-26, 1930-31, 1931-32, 1932-33, 1978-79
- Срібний призер (11): 1910-11, 1926-27, 1933-34, 1934-35, 1957-58, 1973-74, 1975-76, 1979-80, 1980-81, 1983-84, 1984-85

Кубок Люксембургу
- Володар кубка (16): 1924-25, 1925-26, 1926-27, 1928-29, 1929-30, 1930-31, 1933-34, 1935-36, 1951-52, 1952-53, 1957-58, 1971-72, 1978-79, 1981-82, 1984-85
- Фіналіст (9): 1923-24, 1931-32, 1934-35, 1947-48, 1949-50, 1954-55, 1969-70, 1976-77, 1985-86

### «Дифферданж» до 2003 року
Кубок Люксембургу
- Фіналіст (1): 1989-90

## Виступи в єврокубках
Як Дифферданж 03
| Сезон   | Змагання        | Раунд | Клуб              | Вдома    | На виїзді | В сукупності  |
| ------- | --------------- | ----- | ----------------- | -------- | --------- | ------------- |
| 2007    | Кубок Інтертото | 1Р    | Слован Братислава | 0–2      | 0–3       | 0–5           |
| 2009–10 | Ліга Європи     | 2КР   | Рієка             | 1–0      | 0–3       | 1–3           |
| 2010–11 | Ліга Європи     | 2КР   | Спартак Суботиця  | 3–3      | 0–2       | 3–5           |
| 2011–12 | Ліга Європи     | 2КР   | ФКІ Левадія       | 0–0      | 1–0       | 1–0           |
| 2011–12 | Ліга Європи     | 3КР   | Олімпіакос Волос  | 0–3      | 0–3       | 0–6           |
| 2011–12 | Ліга Європи     | ПО    | ПСЖ               | 0–4      | 0–2       | 0–6           |
| 2012–13 | Ліга Європи     | 1КР   | НСІ Рунавік       | 3–0      | 3–0       | 6–0           |
| 2012–13 | Ліга Європи     | 2КР   | Гент              | 0–1      | 2–3       | 2–4           |
| 2013–14 | Ліга Європи     | 1КР   | Лачі              | 2–1      | 1–0       | 3–1           |
| 2013–14 | Ліга Європи     | 2КР   | Утрехт            | 2–1      | 3–3       | 5–4           |
| 2013–14 | Ліга Європи     | 3КР   | Тромсе            | 1–0      | 0–1       | 1–1 (3–4 пп.) |
| 2014–15 | Ліга Європи     | 1КР   | Атлантас          | 1–0      | 1–3       | 2–3           |
| 2015–16 | Ліга Європи     | 1КР   | Бала Таун         | 3–1      | 1–2       | 4–3           |
| 2015–16 | Ліга Європи     | 2КР   | Трабзонспор       | 1–2      | 0–1       | 1–3           |
| 2016–17 | Ліга Європи     | 1КР   | Кліфтонвілль      | 1–1      | 0–2       | 1–3           |
| 2017–18 | Ліга Європи     | 1КР   | Зіра              | 1–2      | 0–2       | 1–4           |
| 2020–21 | Ліга Європи     | 1КР   | Зриньські         | не відб. | 3–0       | 3–0           |

Примітки
- ↑ Примітка: Олімпіакос Волос був дискваліфікований за участь у договірних матчах. УЄФА замінив їх на Дифферданж.